# باغ بالا، بغلان
باغ بالا یک روستا در ولایت بغلان در شمال شرق افغانستان است.